# بورکهاردتسدورف
بورکهاردتسدورف (به آلمانی: Burkhardtsdorf) یک شهر در آلمان است که در ارتسگبیرگسکرایس واقع شده‌است. بورکهاردتسدورف ۶٬۸۲۴ نفر جمعیت دارد.